# Metapenaeopsis sinuosa
Metapenaeopsis sinuosa är en kräftdjursart som beskrevs av Dall 1957. Metapenaeopsis sinuosa ingår i släktet Metapenaeopsis och familjen Penaeidae. Inga underarter finns listade i Catalogue of Life.